# Gary Chalmers
Gary Chalmers, stem gedaan door Hank Azaria, is een personage uit de animatieserie The Simpsons.
Chalmers is het hoofd administratie (Engels: superintendent) van het Springfieldse schooldistrict. Zijn positie heeft hij blijkbaar aan een soort verkiezing te danken, daar in een aflevering een verkiezingsbord is te zien.
Chalmers is een strenge en humorloze man, met een kort lontje en geen tolerantie voor wanorde en regels die worden gebroken. Zijn gedrag en persoonlijkheid doen denken aan die van een legerofficier. Iedere keer als hij op bezoek komt op de lagere school van Springfield, gebeurt er een ramp.
Chalmers mag schoolhoofd Skinner niet, vooral niet omdat die altijd met erg ongeloofwaardige verhalen komt als verklaring voor de rampen op de school. Chalmers staat erom bekend altijd onverwacht Skinners kantoor binnen te komen vallen waarbij hij hard "SKIN-NER!!" schreeuwt. Dit heeft bij Skinner een zekere vorm van paranoia veroorzaakt. Chalmers heeft Skinners naam echter ook een paar maal zo uitgesproken terwijl er niets mis was, wat erop kan wijzen dat hij het puur doet om Skinner bang te maken, maar als er echt iets is met Skinner hoopt Chalmers wel dat alles goed gaat.
Chalmers eigen competentie en toewijding zijn echter ook twijfelachtig. Zo liet hij Ned Flanders een keer de school leiden, hoewel Flanders er een nog grotere puinhoop van maakte dan Skinner. Hij lijkt totaal niet geïnteresseerd in het prestatiegemiddelde van de school, aangezien het volgens hem slechts een kwestie van tijd is voor alle Amerikaanse scholen zo zijn.
In verschillende afleveringen, zoals "Bart the Fink", was te zien dat Chalmers uitging met Agnes Skinner, Skinners moeder. Toch maakte hij in andere afleveringen bekend getrouwd te zijn. Volgens de aflevering "22 Short Films About Springfield" komt Chalmers oorspronkelijk uit Utica, New York. Daarnaast worden ook Queens, New York en Intercourse, Pennsylvania gegevan als geboorteplaatsen van Chalmers. Hij studeerde aan de Ball State University en is de trotse eigenaar van een rode Honda Accord uit 1979.
Homer Simpson · Marge Simpson · Bart Simpson · Lisa Simpson · Maggie Simpson · Abraham Simpson · Patty en Selma Bouvier · Jacqueline Bouvier · Mona Simpson · Santa's Little Helper · Snowball II · Familie Bouvier
Jasper Beardley · Comic Book Guy · Eddie en Lou · Maude Flanders · Ned Flanders · Professor Frink · Barney Gumble · Julius Hibbert · Lionel Hutz · Eerwaarde Lovejoy · Kapitein Horatio McCallister · Hans Moleman · Bleeding Gums Murphy · Apu Nahasapeemapetilon · Mayor Joe Quimby · Dr. Nick Riviera · Agnes Skinner · Cletus Spuckler · Squeaky Voiced Teen · Disco Stu · Moe Szyslak · Kirk Van Houten · Luann Van Houten · Chief Clancy Wiggum
Gary Chalmers · Rod en Todd Flanders · Jimbo Jones · Kearney · Edna Krabappel · Otto Mann · Nelson Muntz · Martin Prince · Seymour Skinner · Milhouse Van Houten · Ralph Wiggum · Groundskeeper Willie · andere studenten
Montgomery Burns · Carl Carlson · Lenny Leonard · Waylon Smithers
Itchy en Scratchy · Kent Brockman · Krusty de Clown · Troy McClure · Rainier Wolfcastle · Radioactive Man
Snake · Kang & Kodos · Sideshow Bob · Fat Tony
Treehouse of Horror
Bart vs. the World · Bart Simpson's Escape from Camp Deadly · The Simpsons Arcadespel · Bart vs. the Space Mutants · Bart's House of Weirdness ·Bart vs. The Juggernauts · Krusty's Fun House · Bartman Meets Radioactive Man · Bart's Nightmare · The Itchy and Scratchy Game · Virtual Bart · Bart and the Beanstalk · Itchy & Scratchy in Miniature Golf Madness · Cartoon Studio · Virtual Springfield · Night of the Living Treehouse of Horror · Bowling · Wrestling · Road Rage · Skateboarding · Hit & Run · The Simpsons Game · The Simpsons: Tapped Out
The Simpsons · The Simpsons Pinball Party
Strips: Simpsons Comics · Bart Simpson serie · Itchy & Scratchy Comics · Bart Simpson's Treehouse of Horror · Futurama/Simpsons Infinitely Secret Crossover Crisis
Tijdschrift: Simpsons Illustrated
Boeken: Bart Simpson's Guide to Life · Family Album · Library of Wisdom · Complete Guides · Planet Simpson · The Simpsons and Philosophy
Actiefiguurtjes: World of Springfield
The Simpsons Movie
Bankgrap ·
Canyonero · 
D'oh! · 
Duff Beer · 
Schoolbordgrap · 